# Vitrine Filmes
Vitrine Filmes é uma produtora e distribuidora de filmes fundada no Brasil em 2010. Tem mais de 190 títulos lançados no território brasileiro. Foi criada com o foco em produções brasileiras do cinema independente, e posteriormente passou a distribuir filmes de festivais internacionais de cinema.

## História

### Anos 2010
A Vitrine Filmes foi fundada por Silvia Cruz no Brasil em 2010, que teve a ideia de criar a distribuidora após ir ao Festival Tiradentes e constatar que não existiam empresas interessadas em trabalhar ou distribuir filmes brasileiros independentes. A empresa foi criada após um acordo com um canal de TV que exibia somente filmes brasileiros.
Antes de fundar a Vitrine Filmes, Silvia Cruz trabalhou na Pandora Filmes e Europa Filmes. Dentre os primeiros filmes distribuídos pela Vitrine estão:  Crítico (2008), de Kleber Mendonça Filho, Um Lugar ao Sol (2009), de Gabriel Mascaro, e A Fuga da Mulher Gorila (2009), de Felipe Bragança e Marina Meliande
Em 2013 e 2014 dois títulos da Vitrine Filmes foram escolhidos para representar o Brasil no Óscar de melhor filme estrangeiro, O Som ao Redor e Hoje Eu Quero Voltar Sozinho.
Em 2014, após fechar acordo com a Esfera Filmes, anunciou a distribuição de vinte filmes internacionais no Brasil.
Em 2016 a Vitrine Filmes ultrapassou a marca de cem filmes lançados, e foi a distribuidora com mais títulos premiados no Festival do Rio.
Em 2018 criou por meio de uma associação a Galeria Distribuidora. Seis meses depois, a Galeria desvinculou-se da Vitrine Filmes e passou a fazer parte do grupo argentino Telefilms.

### Anos 2020
Em 2020 foi uma das distribuidoras de cinema apoiadoras do Festival Varilux de Cinema Francês. Ao longo da história, a distribuidora também comercializou filmes em associação com a Esfera Filmes, Sony, Espaço Filmes, Synapse Distribution, Sofá Digital, MUBI e Videocamp.
Em 2021, a Vitrine Filmes lançou  junto com a Synapse Distribution Druk (bra:Druk - Mais uma Rodada) em edição limitada em blu-ray e uma tiragem limitada em DVD do filme na Versátil Home Vídeo. Posteriormente, foi lançado o Blu-ray de O Som ao Redor, e anunciado o lançamento de First Cow	(bra: First Cow - A Primeira Vaca da América). Também foi anunciado o lançamento de uma edição em DVD do Cinema Queer Vitrine, com os filmes LGBTQIA+ Tinta Bruta, Divinas Divas e Música para Morrer de Amor. Mais tarde, foi anunciado o Blu-ray de Roma.
Em outubro de 2021 foram anunciados os primeiros projetos desenvolvidos pela Vitrine Filmes como produtora.

## Projetos

### Sessão Vitrine
A Sessão Vitrine foi criada pela distribuidora com o objetivo de "popularizar" o cinema brasileiro. De 2017 a 2019, teve uma parceria com a Petrobrás, que oferecia ao público ingressos de cinema com um valor mais baixo. No mesmo ano, a Sessão Vitrine iniciou novas parcerias. Com a plataforma de VOD Sofá Digital, passou a disponibilizar filmes para comprar ou alugar na Apple TV, Google Play/YouTube Premium, Vivo Play e Now. Também iniciou parceria com a MUBI e Videocamp, e os filmes passaram a serem divulgados naFilmelier. Ainda em 2019, com o Canal Brasil e o BR Lab, na Sessão Vitrine foi lançada o conceito "Novos Clássicos do Cinema Brasileiro", onde um filme é selecionado e ganha apoio financeiro.
Em 2021, alguns dos títulos da Sessão Vitrine entraram por tempo limitadado na MUBI, após uma parceria feita com o serviço de streaming.

### Alugue e Apoie
Para incentivar que as pessoas assistiam filmes brasileiros de forma legal, a Vitrine Filmes separou mais de 160 filmes no Alugue e Apoie.

### Vitrine Lab
Lançado em 2021, o Vitrine Lab é um projeto feito com apoio da Lei Aldir Blanc e do ProAC para capacitar jovens que atuam no cinema no Brasil inteiro, com sua formação sendo feita online e de forma gratuita.

### Manequim Filmes
Em 7 de março de 2022, a distribuidora lançou no Brasil seu novo selo, a Manequim Filmes.

### Como produtora
Em desenvolvimento
- O Nosso Pai, de Anna Muylaert (coproduzido com a África Filmes)
- Jogada Ensaiada
- Justiça Sob Suspeita, documentário de Maria Augusta Ramos
- Sensor de Ausência, de Thais Vidal
- Hijas del fuego 2, de Albertina Carri
- Perto da Meia Noite, de Maick Hannder
- A Capa, de Felipe Novaes
- Experiências Incômodas em Dias Nublados, de Diego Paulino[20]

## Prêmio
- Prêmio de distribuição inovadora do Göteborg Film Fund, pelo Vitrine Lab[24]